# Гренландская собака
Гренландская собака (дат. grønlandshund) — порода собак, относимая по классификации МКФ к группе шпицев. Выведена в Гренландии.

## Сведения о породе
Гренландская собака — одна из самых древних пород ездовых собак; ещё тысячелетие назад она использовалась носителями культуры Туле, которые привезли её предков из Сибири. Отличительные качества: сила, стойкость и выносливость, также прекрасно развиты чутьё и способность к ориентации. Гренландские собаки помогли Руалю Амундсену, норвежскому полярному путешественнику, прийти первым во время гонок к Южному полюсу. Собак этой породы использовали для охоты на тюленей, медведей и северных оленей. Обладая от природы резким темпераментом, гренландские собаки всегда дружелюбны по отношению к человеку. Как сторожевые собаки не используются.
В континентальную Европу гренландских собак впервые привёз из полярной экспедиции Поль-Эмиль Виктор в 1936 году.
Порода редко встречается в Европе, в том числе и в Скандинавии.

## Описание
Голова напоминает волчью. Череп широкий со слегка выпуклым сводом. Переход ото лба к морде выражен. Спинка носа широкая, прямая, мочка носа клиновидной формы. Нос чёрного цвета или, у рыжих собак, печёночного, зимой может обесцвечиваться до телесного цвета. Губы тонкие, плотно прилегающие. Глаза предпочтительны тёмные, с косым разрезом. Уши довольно маленькие, стоячие, треугольные с закруглёнными кончиками.
Корпус сильный и мускулистый. Шея очень сильная, довольно короткая. Грудь очень широкая. Спина прямая. Круп немного скошен. Конечности мускулистые, с крепким костяком. Лапы сильные, округлые, достаточно широкие. Пушистый толстый относительно короткий хвост поставлен высоко и закинут на спину.
Шерсть густая, прямая, жёсткая, с плотным мягким подшёрстком. На голове и конечностях короче, чем на корпусе, на нижней стороне хвоста густая и длинная. Допустим любой окрас, за исключением альбиносов.
Высота в холке у кобелей не менее 60 см, у сук — не менее 55 см. Вес около 30 кг.